# ドライブレター
ドライブレター（英: drive letter）、ドライブ文字（ドライブもじ）とは、主にMS-DOSやWindowsでドライブ（外部記憶装置）やパーティションを識別するために使用される文字または文字列のことである。

## 概要
PC/AT互換機版MS-DOSおよびWindowsにおいて、ドライブレターはAおよびBがフロッピーディスクドライブに、残りのアルファベットがCドライブから内蔵形ハードディスクドライブのパーティション、内蔵形光学ドライブ、外付けドライブの順に割り当てられる。PC-98版ではこの規則は適用されず、最初にアクセスが行われたデバイスから割り当てられる。
Zドライブ以降のドライブレターに対応したMS-DOSおよびWindowsは存在しない。またコントロールパネルの「ディスクの管理」画面から、AからZの間で任意のものに変更することができる。

## 歴史
ドライブレターは、1970年代にデジタルリサーチのCP/Mで使われていた仕組み。CP/Mに高いシェアがあったため、その一部を模倣する形でシアトル・コンピュータ・プロダクツが86-DOSを開発。その後、IBMのIBM PC用として、マイクロソフトがMS-DOS (PC-DOS) を開発販売する過程で86-DOSの権利はマイクロソフトに買い取られ、ドライブレターはMS-DOSの仕組みとして広く知られるようになった。
1987年にマイクロソフトとIBMによって始められた次世代OS "OS/2" においても、ストレージ装置の管理にはドライブレターが使われた。Windowsは当初MS-DOS上のGUIシェルとして始まったため、ドライブレターを引き継ぎ、Windows NT系も、OS/2カーネルを元に開発が始まったため、ドライブレターが引き続き使われている。
反面、Unix系OS（macOS、Linux）、Classic Mac OS、そしてTRON OSなどのマイクロソフト以外のOSではドライブレターが採用されることは無かった。